# サフィール (フランスのロケット)
サフィール (Saphir, VE231) はフランスのロケット。1965年から1967年にかけて15発が打ち上げられた。 
宝石計画における最後から2番目のロケットで、2段目は無線制御誘導試験用 (VE231P)、慣性誘導用 (VE231G)、弾頭分離・大気圏再突入用 (VE231R) と複数のバリエーションがある。
サフィールに3段目を追加したディアマンロケットは人工衛星の打ち上げに使用された。

## データ
- 運用機関：ONERA（英語版）
- 総重量：18,058 kg
- ペイロード：365 kg
- 全長：17.77 m
- 直径：1.40 m
- 推力：280.00 kN
- 高度：1,000 km
- 初発射：1965年7月5日
- 最終発射：1967年1月27日
- 回数：15
- 失敗：2